# Fourques (Gard)
Fourques è un comune francese di 2 967 abitanti situato nel dipartimento del Gard, nella regione dell'Occitania.

## Società

### Evoluzione demografica
Abitanti censiti

## Amministrazione

### Gemellaggi
- Valle Lomellina, dal 1998